# Медведская, Инна Николаевна
Инна Николаевна Медведская (род. 11 апреля 1943, Хабаровск) — советский и российский историк-археолог, востоковед, иранист, специалист по ранней истории иранских племен и истории Ирана до VI в. до н. э., доктор исторических наук, ведущий научный сотрудник Института восточных рукописей РАН.

## Биография
Инна Николаевна Медведская родилась 11 апреля 1943 г. в Хабаровске. В 1967 окончила исторический факультет ЛГУ. Специализировалась по кафедре археологии. В 1978 г. под руководством В. Г. Луконина защитила кандидатскую диссертацию «Иран последней четверти II тыс. до н. э. по археологическим материалам: к ранней истории иранских племен».
В 1970—1971 гг. была сотрудником Государственного Эрмитажа.
С 1972 г. работает в секторе Древнего Востока ЛО Института востоковедения АН СССР. С 1998 г. — заведующая Сектором Древнего Востока СПбФ ИВ РАН (с 2007 г. — Института восточных рукописей РАН).
В 1971—1977 гг. участвовала в Южно-Таджикской археологической экспедиции. В 1979—1989 и 2004 гг. — в археологических экспедициях Института истории и археологии Азербайджана (Нахичевань).
В 2007 г. защитила докторскую диссертацию «Древний Иран накануне империй (IX—VI вв. до н. э.): история Мидийского царства».

## Научная деятельность
Основная область научных интересов — ранняя история иранских племен и история Ирана до VI в. до н. э.
В 1970-е годы И. Н. Медведская занималась проблемами истории Ирана последней четверти II тыс. до н. э. по археологическим материалам. По этой теме была защищена кандидатская диссертация и опубликован ряд статей. От материалов и выводов диссертации произошёл логический переход к изучению археологии Ирана начала I тыс. до н. э. Изначальным центром иранской государственности и культуры была Мидия, поэтому дальнейшее исследование было связано с её памятниками.
В 1980-90-е гг. исследовались историческая география Ирана новоассирийского периода, в частности, Мидии, уточнялись датировки памятников, пересматривалась оценка скифского влияния в истории Мидии, анализировалась хронология мидийской династии.
В монографии «История Мидийского царства: VII—VI вв. до н. э.» (2018) автор рассматривает историческую географию северо-западного Ирана IX—VII вв. до н. э., историю Мидийского царства, скифо-киммерийский фактор в истории Мидии.
В книге «Иран в начале железного века» (2019) исследователь возвращается к тематике 70-х годов и на новом уровне анализирует археологические культуры на территории Ирана в период раннего железного века (керамику, погребальный инвентарь, металлические орудия).

## Основные работы
- О происхождении среднеазиатских бронзовых черешковых наконечников стрел // КСИИМК. Вып. 119.1969. С. 62-64.
- Некоторые вопросы хронологии бронзовых наконечников стрел Средней Азии и Казахстана // СА.1972. № 3. С. 76-89.
- Об «иранской» принадлежности серой керамики раннежелезного века Ирана // ВДИ. 1977. № 2. С. 93-105.
- Металлические наконечники стрел Переднего Востока и евразийских степей II — первой половины I тыс. до н. э. // СА .1980. № 4. С. 23-37.
- Урартское царство в новом освещении // ВДИ. 1987. № 3. С. 202—211. (совм. с И. М. Дьяконовым).
- Периодизация скифской архаики и древний Восток // СА. 1992. № 3. С. 86-107.
- Бывали ли ассирийцы в Экбатане? // ВДИ. 1995. № 2. С. 147—155.
- Zamua, Inner Zamua and Mazamua // AOAT. Bd. 272. Münster, 2000. S. 429—445.
- О скифском вторжении в Палестину // ВДИ. 2000. № 2. С. 221—229.
- Взлет и падение Мидии // История и языки древнего Востока. Сборник памяти И. М. Дьяконова. СПб., 2002. С. 212—225.
- История Мидии в новейшей западной литературе // ВДИ. 2006. № 1. С. 202—209. (совм. с М. А. Дандамаевым).
- Историография Урартского царства // Историография истории древнего Востока / под ред. В. И. Кузищина. М.: Высшая школа, 2008. С. 87-112.
- Древний Иран накануне империй (IX—VI вв. до н. э.). История Мидийского царства. СПб.: Петербургское Востоковедение, 2010. 261, [1] с.
- A shield-bearer from sialk subtitle: Rectangular shields in the ancient near east // IRANICA ANTIQUA. 2015. Vol. 50. P. 159—170.
- Урартская керамика VIII—VII вв. до н. э. и вопрос урартского присутствия в приурмийском районе Ирана в VII в. до н. э. // Труды Государственного Эрмитажа. Материалы международной конференции, посвященной 100-летию И. М. Дьяконова (1915—1999) / под ред. Н. В. Козловой. Т. 95. СПб., 2018. С. 196—213.
- История Мидийского царства: VII—VI вв. до н. э. СПб.: Евразия, 2018. 322 с.
- Иран в начале железного века. СПб.: Наука, 2019. 217, [2] с[2].